# Liste der Baudenkmale in Pruchten
In der Liste der Baudenkmale in Pruchten sind alle Baudenkmale der Gemeinde Pruchten (Landkreis Vorpommern-Rügen) und ihren Ortsteile aufgelistet. Grundlage ist die Veröffentlichung der Denkmalliste des Landkreises Vorpommern-Rügen, Auszug aus der Kreisdenkmalliste vom August 2015.

## Pruchten
| ID   | Lage                    | Bezeichnung                           | Beschreibung | Bild |
| ---- | ----------------------- | ------------------------------------- | ------------ | ---- |
| 805  | Müggenhall 3 (Karte)    | Wohnhaus                              |              |      |
| 1316 | Zeltplatzstraße (Karte) | Kriegerdenkmal 1914/18 mit Grünanlage |              |      |

## Quelle
- Denkmalliste des Landkreises Vorpommern-Rügen

- Karte mit allen Koordinaten:
- OSM |
- WikiMap